# Massimo Ardinghi
Massimo Ardinghi, né le 6 mars 1971 à Gênes, est un joueur de tennis italien, professionnel de 1988 à 2000.

## Palmarès

### Finales en double messieurs
| No | Date       | Nom et lieu du tournoi          | Catégorie    | Dotation  | Surface      | Vainqueurs                     | Partenaire          | Score         |  |
| -- | ---------- | ------------------------------- | ------------ | --------- | ------------ | ------------------------------ | ------------------- | ------------- |  |
| 1  | 17-06-1991 | IP Cup Gênes                    | World Series | 225 000 $ | Terre (ext.) | Alfonso Mora Marcos Górriz     | Massimo Boscatto    | 5-7, 7-5, 6-3 |  |
| 2  | 22-03-1999 | Grand-Prix Hassan II Casablanca | Int' Series  | 215 000 $ | Terre (ext.) | Fernando Meligeni Jaime Oncins | Vincenzo Santopadre | 6-2, 6-3      |  |